# Steve Albini
Steve Albini   (Pasadena, 22 de juliol de 1962 - Chicago, 7 de maig de 2024) va ser un músic, productor discogràfic, enginyer de so i periodista musical estatunidenc. Va ser el fundador, propietari i enginyer principal d'Electrical Audio, un complex d'estudis de gravació a Chicago. S'estima que va treballar en diversos milers d'àlbums al llarg de la seva carrera. Va treballar amb artistes com Flogging Molly, Nirvana, Pixies, Bush, Failure, the Breeders, PJ Harvey, Jesus Lizard i els antics membres de Led Zeppelin Jimmy Page i Robert Plant. També va tocar en diversos grups, sobretot Big Black i Shellac.
Albini va ser crític amb la indústria musical, argumentant que explotava i homogeneïtzava estilísticament els artistes. Com a part de la seva oposició, es va negar a rebre els drets d'autor dels artistes amb qui treballava, argumentant que no era ètic.
Albini va néixer a Pasadena, Califòrnia, fill de Gina (de soltera Martinelli) i Frank Addison Albini. Al seu certificat de naixement, la secció del segon nom diu "(None)", ja que el seu pare es va negar a deixar-lo en blanc. El seu pare era un investigador d'incendis forestals. Tenia dos germans. De jove, la família d'Albini es va mudar sovint, abans d'establir-se a la ciutat universitària de Missoula, Montana, l'any 1974. Albini era italoamericà, i part de la seva família és de la regió del Piemont al nord d'Itàlia.
Mentre es recuperava d'una cama trencada, Albini va començar a tocar el baix i va fer classes de baix a l'escola secundària durant una setmana. Un company d'escola el va introduir als Ramones per en una excursió quan tenia 14 o 15 anys. Va sentir que era la millor música que havia sentit, va comprar tots els enregistraments de Ramones que va trobar i atribueix la seva carrera musical a escoltar-ne el primer àlbum. Va dir: "Estava desconcertat i emocionat per música com la dels Ramones, els Sex Pistols, Pere Ubu, Devo i totes aquelles bandes punk contemporànies i inspiradores sense voler intentar imitar-les".
Durant la seva adolescència, Albini va tocar en bandes com la banda de punk de Montana Just Ducky, la banda de Chicago Small Irregular Pieces of Aluminum, Stations i una altra banda que el segell discogràfic Touch and Go/Quarterstick Records va explicar que "ell [Albini] ens paga no dir-la".
Després de graduar-se a la Hellgate High School, Albini es va traslladar a Evanston, Illinois, per estudiar a la Medill School of Journalism de la Northwestern University on es va llicenciar en periodisme. Va estudiar pintura a la universitat amb Ed Paschke, algú a qui considera un educador brillant i "una de les úniques persones de la universitat que realment em va ensenyar alguna cosa".
A la zona de Chicago, Albini va ser actiu com a escriptor en fanzines locals com Matter i Forced Exposure, cobrint l'aleshores naixent escena del punk rock i es va guanyar una bona reputació per l'estil iconoclasta dels seus articles. Gairebé al mateix temps, va començar a gravar músics i va fer d'enginyer de so del seu primer àlbum el 1981. Va cogestionar Ruthless Records (Chicago) amb John Kezdy dels Effigies i Jon Babbin ( Criminal IQ Records ). Segons Albini, va mantenir un "treball normal" durant cinc anys fins al 1987, treballant en un estudi de fotografia com a artista de retoc fotogràfic.

## Carrera interpretativa

### 1981–1987: Big Black
El 1981, Albini va formar Big Black mentre era estudiant a Northwestern University i va gravar Lungs, l'EP de debut de la banda, amb Ruthless Records (Chicago), un segell que cogestionava amb Babbin i Kezdy. Albini va tocar tots els instruments de Lungs excepte el saxo, tocat pel seu amic John Bohnen. L'EP Bulldozer (1983) es va publicar a Ruthless and Fever Records.
Jeff Pezzati i Santiago Durango, de la banda de Chicago Naked Raygun, i el bateria de directes Pat Byrne s'hi van unir poc després i la banda, amb una caixa de ritmes Roland TR-606 mencionada als crèdits com a "Roland", va editar l'EP Racer-X el 1984 després de fer una gira i de signar un nou contracte amb l'empresa Homestead Records. Pezzati va començar a gravar el senzill "Il Duce" de 7 polzades amb la banda, però va tornar a la seva banda original abans que s'acabés; va ser substituït al baix per Dave Riley, amb qui el grup va gravar el seu àlbum de llarga durada de debut Atomizer (1986). L'enregistrament de "Il Duce" es va acabar finalment amb Riley com a baixista; la banda també va llançar The Hammer Party que era una recopilació dels EPs Lungs and Bulldozer.
Big Black va deixar el segell Homestead per Touch and Go Records a finals de 1985/principis de 1986 i va gravar Headache i el senzill de 7 polzades Heartbeat de juny a agost de 1986; tots dos van ser llançats l'any següent. També l'any 1986, es va publicar un àlbum en directe titulat Sound of Impact amb el segell Not/ Blast First. El llibret que l'acompanya ofereix una idea de les influències de la banda; Albini va citar grups com Ramones, The Birthday Party, The Stooges, Suicide, SPK, Minor Threat, Whitehouse, Link Wray, Pere Ubu, Chrome, Rudimentary Peni, The 4-Skins, Throbbing Gristle, Skrewdriver, the Ex, Minimal Man, US Chaos, Gang Green, Tommi Stumpff, Swans and Bad Brains.
El 1987, la banda va llançar Songs About Fucking així com el senzill "He's a Whore / The Model ", ambdós a Touch and Go. Big Black es va dissoldre poc després d'un període de llargues gires promocionant Songs About Fucking. Durango es va matricular a la facultat de dret i es va convertir en advocat.

### 1987–1988: Rapeman
Albini va formar Rapeman el 1987: la banda estava formada per Albini (veu, guitarra), Rey Washam (bateria) i David Wm. Sims (baix). Tant Washam com Sims van ser anteriorment membres de Scratch Acid. La banda va rebre el nom d'un còmic japonès. Es van separar després del llançament de dos senzills de 7 polzades "Hated Chinee b/w Marmoset" (1988) i "Inki's Butt Crack b/w Song Number One" (1989), l'EP Budd (1988) i l'àlbum Two. Àlbum Nuns and a Pack Mule, també publicat el 1988 a Touch and Go.
En una entrevista del 2020, Albini es va penedir del nom de la banda, dient que no sentia que " mai no li havien demanat explicacions per estar en una banda anomenada Rapeman". Va afegir que "va ser una elecció descarada", titllant-la d'inconcebible i indefensable. Ho va comparar amb fer-se un mal tatuatge.

### 1992–2024: Shellac
Albini va formar Shellac el 1992, amb els seus companys de grup Bob Weston (abans aVolcano Suns ) i Todd Trainer (de Rifle Sport, Breaking Circus i Brick Layer Cake ). Inicialment van publicar tres EP: The Rude Gesture: A Pictorial History (1993), Uranus (1993) i The Bird Is the Most Popular Finger (1994). Els dos primers llançaments d'EP van ser a Touch and Go, mentre que el tercer EP va ser un llançament del segell Drag City.</link>
Dos anys després de la seva formació, el segell japonès NUX Organization va publicar l'àlbum exclusiu pel mercat japonès Live in Tokyo, seguit de cinc àlbums d'estudi: At Action Park (1994), Terraform (1998), 1000 Hurts (2000), Excellent Italian Greyhound (2007). ) i Dude Incredible (2014). Tots els àlbums d'estudi de Shellac es van publicar en vinil i en CD.
El 7 de maig de 2024, Albini va morir d'un atac de cor una setmana abans del llançament de To All Trains.

## Carrera com a enginyer de so
Des de principis de la dècada de 1990, Albini ja era conegut principalment com a productor discogràfic; no obstant això, no li agradava el terme i preferia no rebre cap crèdit a les cobertes o notes dels àlbums. Quan s'acredita, prefereix el terme d'"enginyer de gravació".
El 2004, Albini va estimar que havia fet d'enginyer de 1.500 àlbums, la majoria de músics underground. El 2018, la seva estimació ja havia augmentat a diversos milers. Els artistes amb els quals va treballar Albini inclouen Nirvana, Pixies, the Breeders, Godspeed You! Black Emperor, Mogwai, the Jesus Lizard, Don Caballero, PJ Harvey, the Wedding Present, Joanna Newsom, Superchunk, Low, Dirty Three, Jawbreaker, Neurosis, Cloud Nothings, Bush, Chevelle, Jimmy Page i Robert Plant (com a Page i Plant ), Helmet, Fred Schneider, the Stooges, Owls, Manic Street Preachers, Jarvis Cocker, the Cribs, the Fleshtones, Nina Nastasia, the Frames, the Membranes, Cheap Trick, Motorpsycho, Slint, mclusky, Labradford, Veruca Salt, Zao, the Auteurs, Spare Snare, Foxy Shazam.
Després del llançament de l'àlbum de Schneider Just Fred, Joseph Neff de Vinyl District va escriure: "La veritat és que quan va començar a gravar per grans empreses, Albini es prenia la seva feina tan seriosament com quan estava ajudant en l'enregistrament de debut d'aspirants desconeguts. "
Tom Breihan de Stereogum va declarar el 2012: "Tot i que [Albini] ha estat un clar opositor del sistema de grans discogràfiques (i d'altres herois del rock underground), se sap que treballa amb gairebé qualsevol persona que sol·liciti el seu servei".
El febrer de 2018, juntament amb la banda escocesa de lo-fi Spare Snare, Albini va realitzar un taller d'un dia d'enginyers de so als Chem19 Studios de Blantyre, Escòcia.

### Metodologia

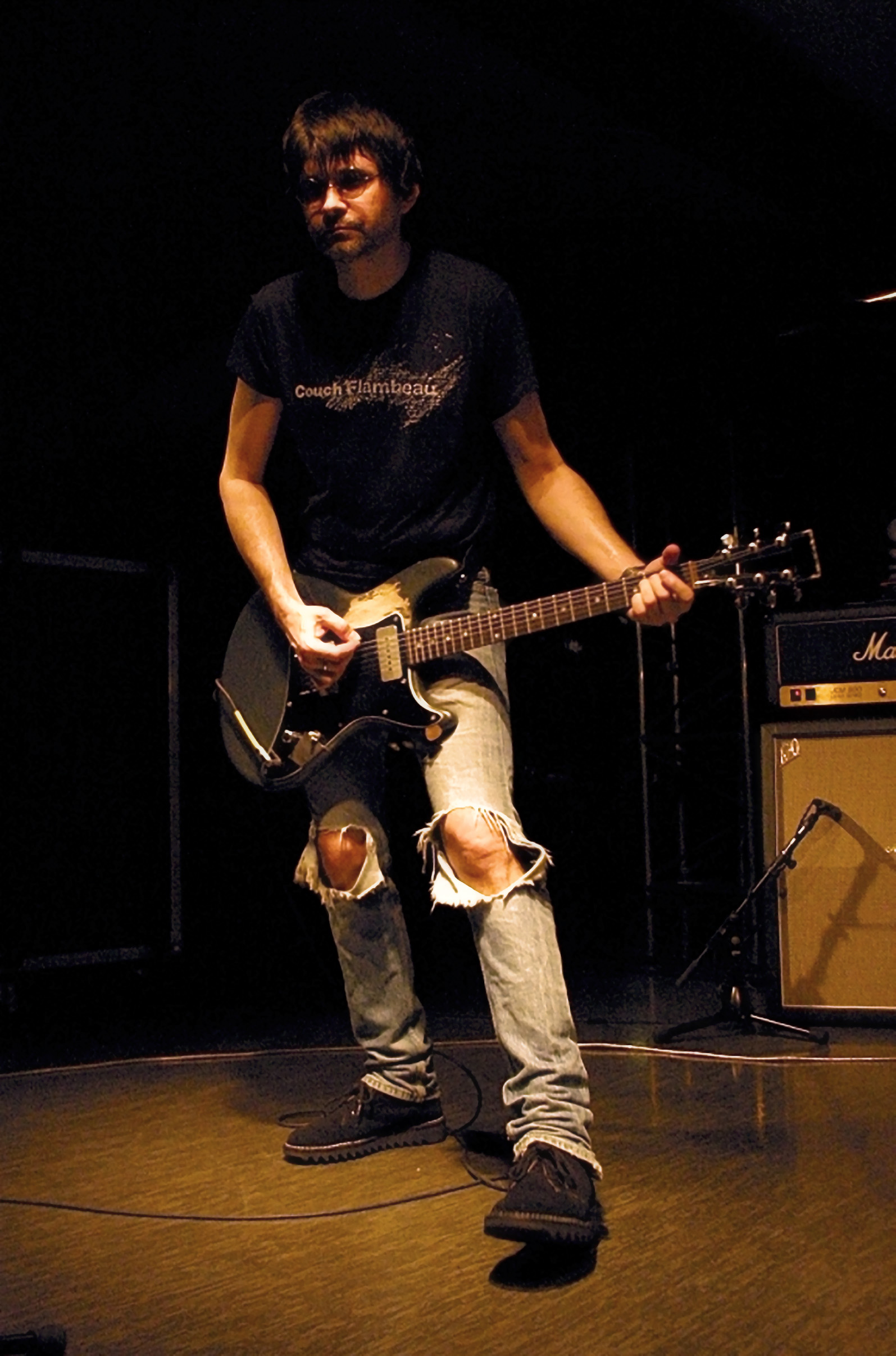
Albini el 2008

Segons Albini, posar els productors a càrrec de les sessions d'enregistrament molt sovint destrueix els discos, mentre que el paper de l'enginyer de gravació és resoldre els problemes de capturar el so dels músics i no amenaça el control dels artistes sobre el seu producte.
Els enregistraments d'Albini han estat analitzats per escriptors com Michael Azerrad, que també és músic. Al llibre d'Azerrad de 2001, Our Band Could Be Your Life: Scenes from the American Indie Underground, 1981–1991, Azerrad descriu el treball d'Albini a l'àlbum de Pixies Surfer Rosa⁣: "Les gravacions eren molt bàsiques i molt exigents: Albini utilitzava pocs efectes especials⁣; va obtenir un so de guitarra agressiu i sovint violent i es va assegurar que la secció rítmica petés com una unitat". :344
Steve Von Till de Neurosis va gravar diversos àlbums amb Albini i el 2013 va declarar: "Crec que és el millor enginyer del món. És molt tradicional, no hi ha trucs, no hi ha cap treball posterior. Només intenta captar amb alta fidelitat una actuació en una sala".

### Influències en la producció
Una influència clau en Albini va ser el productor anglès John Loder, que va destacar a finals de la dècada de 1970 amb la reputació d'enregistrar àlbums de manera ràpida i econòmica però amb sensibilitat pel so i l'estètica del grup.
Albini va dir que admirava l'etnomusicòleg Alan Lomax. Entre els seus companys, Albini va elogiar el seu col·laborador habitual (i company de banda de Shellac) Bob Weston, així com Brian Paulson i Matt Barnhart, entre d'altres.

### Nirvana iIn Utero
El 1993, Nirvana va contractar Albini per al seu tercer àlbum, In Utero. Albini va descartar-los ja que considerava Nirvana com uns "REM amb una fuzzbox" i "una versió poc notable del so de Seattle". No obstant això, va acceptar l'encàrrec perquè sentia pena per ells, veient-los a mercè de la discogràfica igual "la resta de gent de totes les bandes irrellevants amb qui tracto". Cobain va dir que va triar Albini perquè havia produït dos dels seus discos preferits, Surfer Rosa (1988) dels Pixies i Pod (1990) de les Breeders. Cobain volia utilitzar la tècnica d'Albini per capturar l'⁣ambient natural d'una habitació mitjançant la col·locació de diversos micròfons, cosa que els anteriors productors de Nirvana no havien volgut provar.
Per recomanació d'Albini, els Nirvana van anar als Pachyderm Studios de Minnesota per gravar l'àlbum. En part, Albini va triar l'estudi a causa del seu aïllament, amb l'esperança d'allunyar els representants del segell discogràfic de Nirvana, DGC Records. La gravació es va fer en sis dies; Cobain havia previst desacords amb Albini, de qui havia sentit a dir que "era un imbécil masclista", però va qualificar el procés de "sens dubte la gravació més fàcil que hem fet mai".
Un cop el segell i la direcció van sentir la gravació resultant, els va desagradar. Els membres de Nirvana també tenien contradiccions: Cobain va dir que la primera vegada que el va sentir a casa, "no em va emocionar", i que va pensar a tornar a gravar les cançons amb una producció més adequada per a la ràdio. No obstant això, un mes després, després d'haver-lo escoltat més i haver-lo posat als amics, va tenir la sensació que era "exactement el tipus de disc que compraria com a fan". La banda va decidir col·lectivament que la veu i el baix eren massa baixos a la mescla. Li van demanar a Albini que remescles l'àlbum, però ell s'hi va negar, ja que estava content amb el resultat i temia que el procés conduís a "una espiral de recriminacions i remescles" entre ell, la banda i la discogràfica. Durant el procés de remasterització, l'enginyer Bob Ludwig va augmentar el volum de la veu i va aguditzar el so del baix. A més, van cridar el productor de REM Scott Litt per remesclar diverses cançons. L'àlbum final va ser un èxit de crítica i comercial, i es manté molt associat amb Albini, malgrat l'afirmació d'Albini que l'àlbum acabat "no s'assembla gaire al disc que es va fer". Preguntat per In Utero l'any 2004, Albini va afirmar que el segell discogràfic era el responsable de les dificultats que van dificultar la trajectòria del disc. Albini va dir que In Utero el va fer impopular entre les grans discogràfiques i que va tenir problemes per trobar feina l'any següent.

### Electrical Audio
Albini va comprar Electrical Audio, el seu estudi de gravació personal, el 1995. A causa de la manca d'intimitat per a Albini i la seva dona, es va mudar a l'estudi. L'antic estudi d'Albini era a casa seva, i finalment es va ocupar gairebé totes les habitacions, excepte el dormitori. Abans d'Electrical Audio, Albini tenia un estudi al soterrani d'una altra casa seva. El músic Robbie Fulks recorda la nosa d'haver de "pujar dos trams d'escales tot el temps des de la sala de gravació" per comunicar-se amb Albini.
Albini no va rebre drets d'autor per cap gravació o mescla a les seves instal·lacions, a diferència de molts altres enginyers/productors de discos amb la seva experiència i protagonisme. A Electrical Audio l'any 2004, Albini cobrava una quota diària de 750 dòlars pels treballs d'enginyeria i un sou de 24.000 dòlars a l'any. Azerrad es va referir a les tarifes d'Albini l'any 2001 com una de les més assequibles per un estudi de gravació de nivell mundial. Després de la finalització de la construcció de l'estudi, Albini va cobrar inicialment només pel seu temps, tot permetent als seus amics o a músics que respectava —i que estaven disposats a dissenyar les seves pròpies sessions d'enregistrament i comprar la seva pròpia cinta magnètica— d'utilitzar el seu estudi gratuïtament. En una conferència de 2004, Albini va dir que sempre tractava amb les bandes directament a Electrical Audio i que contestava el telèfon a l'estudi.

## Influències musicals
Albini va esmentar el seu gust per una "bona guitarra", dient que "un bon soroll és com l'orgasme". Va comentar: "Qualsevol pot tocar notes. No hi ha cap màgia. El que és màgia i de la bona és fer que una guitarra faci coses que no sonen gens com una guitarra. La qüestió és estirar els límits". Albini va elogiar els guitarristes com Andy Gill de Gang of Four, Rowland S. Howard de Birthday Party, John McKay de Siouxsie and the Banshees, Keith Levene de Public Image Ltd, Steve Diggle i Pete Shelley de Buzzcocks, Ron Asheton dels Stooges., Paul Fox dels Ruts, Greg Ginn de Black Flag, Lyle Preslar de Minor Threat, John McGeoch de Magazine and the Banshees i Tom Verlaine de Television.
Albini va elogiar el so d'Andy Gill a Entertainment! de Gang of Four, tot dient-nte que "fa que sis cordes produeixin un so més bonic i trencat que ningú més". Va elogiar John McKay pel seu treball a The Scream de Siouxsie and the Banshees dient que "no ha estat fins ara que la gent està intentant copiar-lo i, fins i tot ara, ningú entén com va aconseguir que tot aquest soroll inútil soni com una cançó". Albini va dir de Ron Asheton: "va fer un tros de soroll fantàstic". També va descriure la interpretació de la guitarra de John McGeoch com "grans onades corals, grans rascades i brunzits, [i] gran soroll dissonant". Admirava a Tom Verlaine per la seva habilitat per "treure gairebé qualsevol so concebible d'una guitarra".

## Opinions

### Producció musical
Albini era un defensor i entusiasta de l'enregistrament analògic, amb molts dels llançaments de les seves bandes amb descripcions precises de l'equip utilitzat en la gravació i enginyeria a les seves notes. En una cita de 1987 a la contraportada de la versió en CD de Big Black's Songs About Fucking, va criticar l'enregistrament digital, dient que "el futur és dels fidels a l'analògic. A prendre pel cul el que és digital". Va mantenir aquesta opinió, afirmant en una entrevista del 2013 que l'ús de fitxers digitals com a masters d'àudio comporta riscos perquè els fitxers es poden manipular malament o descartar-se de manera deliberada.
A l'assaig d'Albini "The Problem with Music", que es va publicar per primera vegada al número de desembre de 1993 de la revista d'art i crítica The Baffler, va criticar l'ús excessiu d'⁣equalitzadors i de compressió, que va dir que "fa que tot soni com un anunci de cervesa", remarcant que els productors i enginyers que augmenten el volum de les veus per tal de fer que la música que estan dissenyant "soni més com els Beatles" ho fan per complaure els interessos comercials. També va escriure que quan sent que els productors i els enginyers fan servir paraules "sense sentit" com "punchy" i "càlid", sent la necessitat d'"sacsejar algú".
Preguntat sobre aquestes declaracions en una entrevista l'any 2018, Albini va dir que a causa de la reducció del poder de les discogràfiques durant els anteriors 25 anys, la predominança de productors que només hi són per exercir un control artístic sobre l'enregistrament havia disminuït significativament. En canvi, segons ell, l'enregistrament digital havia permès a molta més gent aconseguir la llibertat de "fer un treball productiu" com a enginyers de so.

### Indústria musical
A "The Problem with Music", Albini va criticar la indústria musical i les grans discogràfiques de l'època per explotar econòmicament i enganyar els seus artistes. A la secció més llarga de l'assaig, va esbossar un desglossament econòmic que mostrava com un hipotètic grup que vengués 250.000 còpies d'un àlbum de debut en un segell important acabaria guanyant només "al voltant d'1/3 del que guanyaria en un 7-11 ". a causa de totes les despeses que el segell fa, teòricament en nom seu. En una presentació de 2004 a la Middle Tennessee State University, Albini va reafirmar-se en aquesta opinió
El novembre de 2014, Albini va pronunciar el discurs principal a la conferència Face the Music a Melbourne, Austràlia, on va parlar de l'evolució de l'escena musical i la indústria des que va començar a fer música a finals dels anys setanta. Va descriure la indústria de la música corporativa anterior a Internet com "un sistema que assegurava el malbaratament premiant els més malbaratadors en un sistema dissenyat específicament per malbaratar els diners dels grups", que tenia com a objectiu perpetuar les seves estructures i models empresarials alhora que impedia als grups (excepte les "estrelles monumentals") de guanyar-se la vida. Ho va contrastar amb l'escena independent, que fomenta l'enginy i que va establir una xarxa alternativa de clubs, promotors, fanzines, DJs i segells que va permetre als músics obtenir uns ingressos raonables gràcies a l'eficiència més gran del sistema.

### Streaming musical

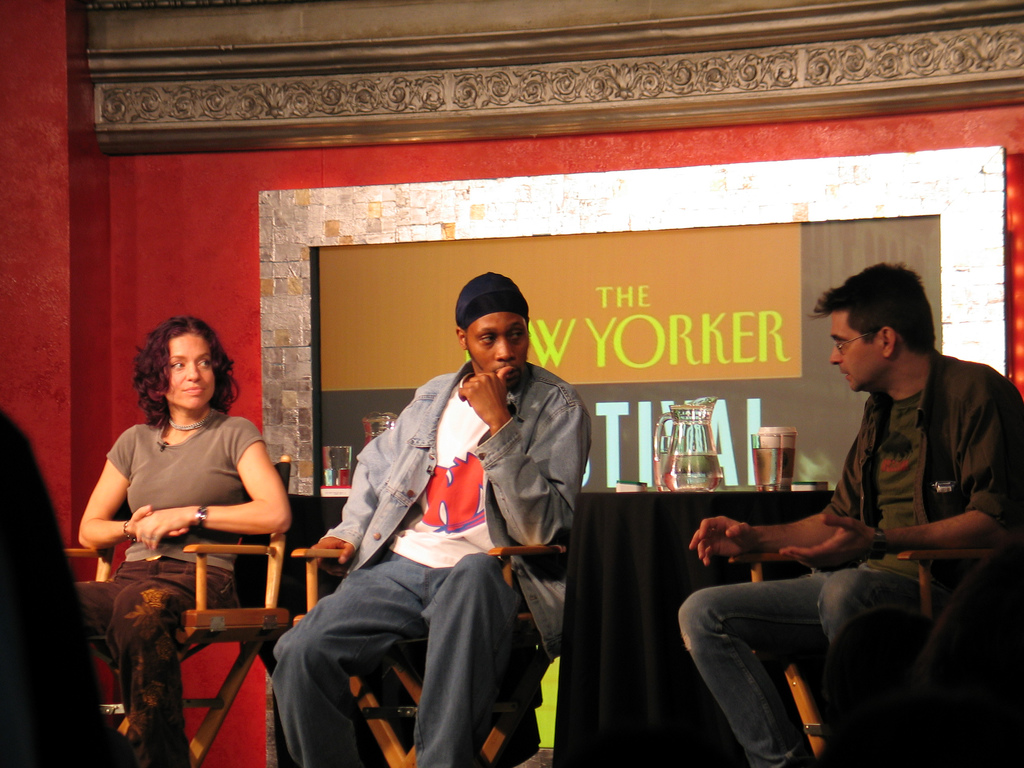
Albini (dreta) amb Ani DiFranco i RZA al festival The New Yorker el setembre de 2005

Albini va ser preguntat sobre la compartició d'arxius el juny de 2014 i va aclarir que, tot i que no creu que el desenvolupament tecnològic sigui el "millor" per a la indústria musical, no s'identifica amb la indústria musical. Considera "la comunitat, la banda, el músic" com als seus companys, i es mostra satisfet perquè els músics puguin "publicar al moment la seva música al món sense cap cost".
Com a part del discurs de Face the Music, Albini va assenyalar que tant els models de la indústria corporativa com la dels independents havien patit per l'intercanvi d'arxius a Internet; tanmateix, va elogiar la difusió de la música lliure com un "esdeveniment fantàstic", que va permetre que música i bandes ignorades anteriorment trobessin un públic (citant la banda protopunk Death com a exemple); l'ús d'Internet com a canal de distribució de música per escoltar-se arreu del món; i l'augment de l'assequibilitat dels equips de gravació, que permeten a les bandes eludir la indústria discogràfica tradicional. Albini també va argumentar que l'augment de la disponibilitat de música gravada estimula la demanda de música en directe, augmentant els ingressos dels grups.
Albini va criticar el servei de transmissió d'àudio sense pèrdues i només per subscripció de Jay Z Tidal en una entrevista d'abril de 2015 a Vulture.com. Va dir que els serveis de streaming eventualment serien substituïts per una tecnologia més còmoda. Va afegir que la comoditat predominaria sobre la qualitat del so en streaming i que els audiòfils preferirien el vinil a l'streaming. Va dir que Internet té antecedents "de trencar les limitacions imposades al seu contingut" fent que els productes de pagament estiguin disponibles gratuïtament.

### Periodisme musical
El 1983, Albini va escriure per a Matter, una revista mensual de música nord-americana que va aparèixer a Chicago. Va escriure a cada número una crònica anomenada "Cansat del greix lleig?", i també va participar-hi amb articles com "Husker Du? Només el seu perruquer ho sap del cert". El 1994, Albini va escriure una famosa carta al crític musical Bill Wyman (que no s'ha de confondre amb el músic de rock Bill Wyman ), que es va publicar al Chicago Reader, dient que Wyman era un "estupendo de la premsa musical" per haver defensat tres grups musicals de Chicago a qui Albini va titllar de "fraus": Liz Phair, The Smashing Pumpkins i Urge Overkill.
Mentre estava a Austràlia el novembre de 2014, Albini va ser entrevistat a l'emissora de ràdio nacional Double J i va declarar que, tot i que l'estat de la indústria musical és saludable a parer seu, la indústria del periodisme musical està en crisi. Albini va utilitzar l'exemple de l'interès mediàtic que va rebre en criticar Amanda Palmer per no pagar als seus músics després de rebre més d'1 $. milions a Kickstarter per llançar el seu àlbum del 2012, Theatre Is Evil, dient "No crec que m'hagi equivocat, però tampoc crec que n'hi hagi per tant". Va descriure els mitjans musicals com a "superficials" i formats per "copiadors de merda".
Albini va mostrar sovint una aversió per la música pop, i en una entrevista del 2015 va dir a 2SER Sydney que "la música pop és per a nens i idiotes". El 2015 va expressar el seu fàstic per la música electrònica de ball i per tota l'escena de clubs al productor de techno Oscar Powell, que va citar Albini en l'anunci publicitari i el vídeo musical del seu tema "Insomniac" que sampleja Albini; Powell va trobar que el mensypreu d'Albini de la cançó era irònic, tenint en compte que si bé va optar per no escoltar-lo, Powell va sentir que tenia més similitud amb la música industrial primitiva que Albini va citar que la popular EDM.

### Festivals de música
Albini va criticar els festivals de música per la seva corporatització de la música alternativa popular. En una entrevista de 1993, va dir de Lollapalooza:
Lollapalooza és el pitjor exemple d'invasió corporativa en el qual se suposa que és el underground. És només màrqueting a gran escala de bandes que pretenen ser alternatives però que en realitat són només una cara més del model d'explotació cultural massiva. No tinc cap apreci ni afecte per aquests grups i no tinc cap interès en tot aquest ambient. Si Lollapalooza tingués Jesús Lizard i els Melvin i Fugazi i Slint, podríeu dir que en realitat es tractava de persones a l'avantguarda de la música. En realitat són les bandes més populars de la MTV que no són heavy metal.
Shellac no toca a festivals, a excepció del Primavera Sound de Barcelona, on la banda va tocar totes les edicions des del 2006, excepte el 2007. Mogwai va haver de convèncer Shellac perquè toqués a la seva edició comissariada del desaparegut All Tomorrow's Parties el 2001, on la banda actuava regularment. Albini va dir: "Van canviar completament el joc del festival. Ara el món sencer ha d'operar sabent que hi ha aquests festivals fantàstics i comissariats on tothom és tractat bé i l'experiència és generalment agradable".

## Aparicions als mitjans
Albini apareix al primer episodi de la minisèrie documental de 2014 Foo Fighters: Sonic Highways, "Chicago"; se'l mostra parlant sobre el fet de ser un productor, a més de gravar la cançó de Foo Fighters " Something from Nothing ".</link>
Va aparèixer en una sèrie de pel·lícules documentals i vídeos sobre la realització de diversos àlbums que va produir, incloent Josephine de Magnolia Electric Co. (2009), This Is Nowhere de Malojian (2016), Carrier. Wave de Porcupine (2019) i In Bed with Medusa de Medusa (2020). Rock vs. Cancer, un curt documental del 2018 sobre la realització de l'àlbum de 2012 The Strain by Teeth, també inclou Albini com a narrador.
Albini va ser convidat al podcast d'àudio WTF amb Marc Maron el 2015. El curt documental del 2019 Albini Cashes In, que forma part de la sèrie Stories from the Felt per al servei de streaming PokerGO, tracta sobre la victòria d'Albini de la World Series of Poker 2018.

## Altres activitats
Albini va començar un bloc de cuina i menjar, titulat "Mariobatalivoice: What I made Heather for dinner", el març de 2011.
Albini era un àvid jugador de pòquer i es va classificar al 12è lloc del Campionat de Sèniors de la World Series of Poker (WSOP) de 2013. Albini va guanyar la seva primera polsera d'or de les WSOP al Seven-Card Stud de 1.500 dòlars a les World Series of Poker (WSOP) 2018 ; va vèncer a Jeff Lisandro per guanyar 105.629 dòlars. Va guanyar la seva segona polsera d'or a les WSOP de 2022 a l'esdeveniment HORSE de 1.500 dòlars.
Albini es dedicava regularment a cites per parlar en públic per a la indústria de l'àudio.

## Vida personal
Albini estava casat amb la directora de cinema Heather Whinna i vivien a Chicago. La seva cama dreta es va deformar lleugerament com a conseqüència d'un accident de cotxe quan tenia 18 anys.
El 2010, va revelar que no era un àvid consumidor de mitjans. No obstant això, veia molts vídeos de gats a YouTube i evitava veure llargmetratges. En una entrevista del 2011, Albini va dir que era un ateu agnòstic.
Segons una entrevista del 2022, Albini evitava les drogues i l'alcohol. Va afirmar que el seu pare era alcohòlic i això el va fer conscient de la seva "propia vulnerabilitat a l'addicció".

## Obres o publicacions
- "Husker Du? Només el seu perruquer ho sap amb seguretat" Article per a Matter on Hüsker Dü, publicat el setembre de 1983.
- "M'agradaria que em paguessin com un lampista" Carta escrita per Steve Albini a Nirvana el 1992, on es descriu la seva filosofia de treball
- "Pregunta a una micro celebritat de l'escena musical" Steve Albini respon a preguntes sobre bandes i música en un fòrum de pòquer, The 2+2 Forums, 7 de juliol de 2007. Arxivat de l'original el 17 d'abril de 2010.
- "Sóc Steve Albini, pregunta'm qualsevol cosa" reddit IAmA, 8 de maig de 2012; consultat el 21 de juny de 2015.
- "Steve Albini parla per ESCOLTAR: "Intento ser un aliat en el feminisme"" Arxivat 2016-08-12 a Wayback Machine. Entrevista a ESCOLTAR, 2 de maig de 2016; consultat el 16 d'agost de 2016.